# Stig Lindberg (ontwerper)
Stig Lindberg (Umeå, 17 augustus 1916 – San Felice Circeo, 7 april 1982) was een Zweeds kunstenaar en industrieel ontwerper. Hij ontwierp porselein, glas en textiel en was verder illustrator van kinderboeken en kunstschilder. Van 1957 tot 1970 onderwees hij aan de kunstacademie.

## Biografie
Lindberg studeerde aan de kunstacademie Konstfack in Stockholm met als doel kunstschilder te worden. Nadat hij in 1937 slaagde, nam hij een baan aan als plateelschilder bij de porseleinfabriek Gustavsberg in de Zweedse hoofdstad. Hier werd artistiek directeur Wilhelm Kåge zijn leermeester. Twaalf jaar later volgde Lindberg Kåge op. Hier bleef hij aan tot 1980, waarna hij een eigen atelier vestigde in Italië.
Lindberg heeft altijd met uiteenlopende materialen gewerkt en hanteerde verschillende stijlen. In zijn ontwerpen keren voortdurend een speelse natuur, humor en een vrije hand terug. Zijn oog voor verhouding en beeltenis komt tot zijn recht in het porselein dat hij in de jaren vijftig en zestig voortbracht en waarvan exemplaren wereldwijd in collecties te vinden zijn. Gedurende deze decennia wordt hij wel gerekend tot de grote ontwerpers van Zweden.
Hij ontwierp niet alleen porselein voor Gustavsberg, maar werkte ook op andere terreinen zoals in de textielontwerp, glaskunst en industrieel ontwerp. Ook bleef hij als kunstschilder actief en illustreerde hij kinderboeken. Verder gaf hij les aan Konstfack, van 1957 tot 1970.

## Werk van Lindberg

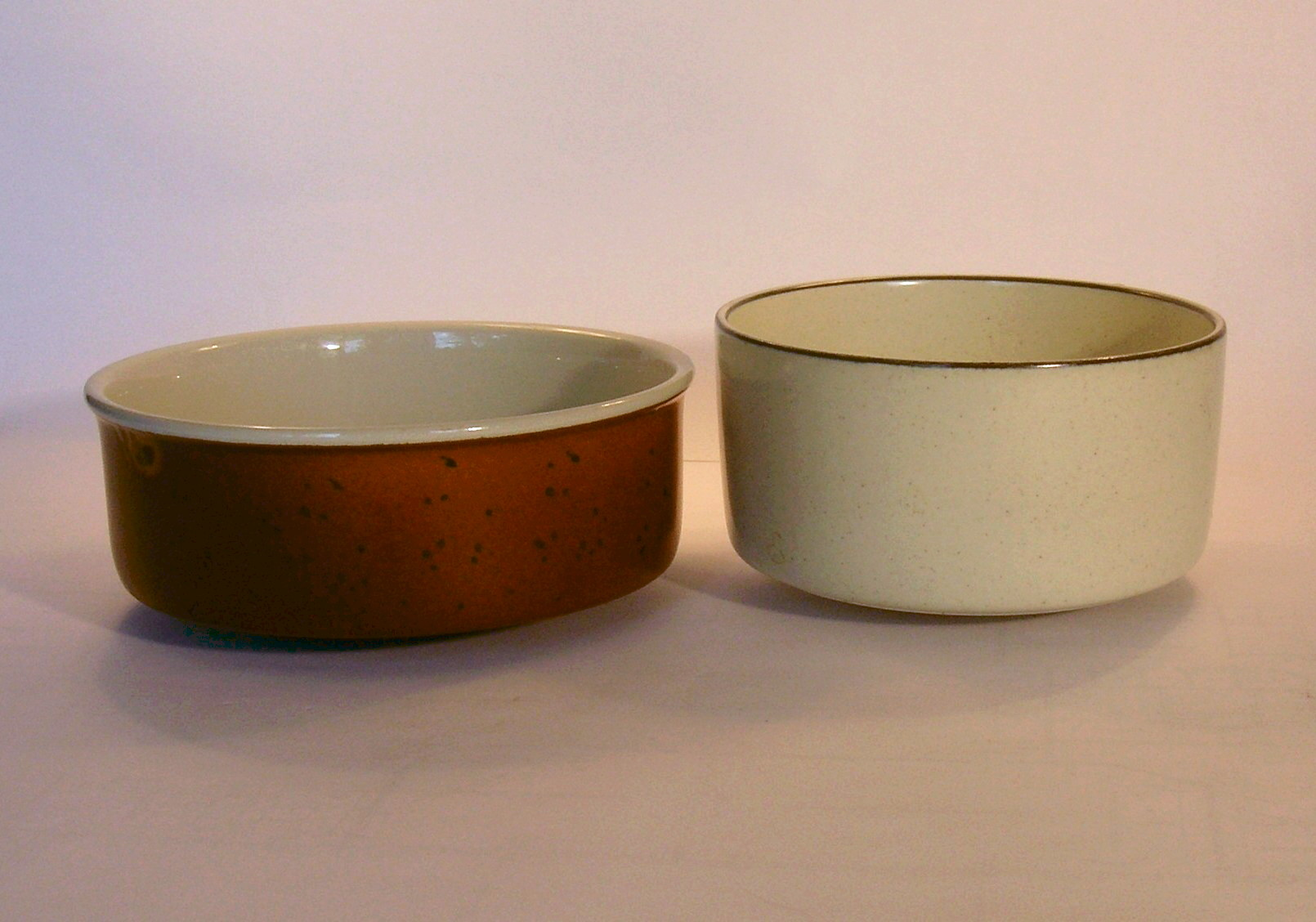
Porselein
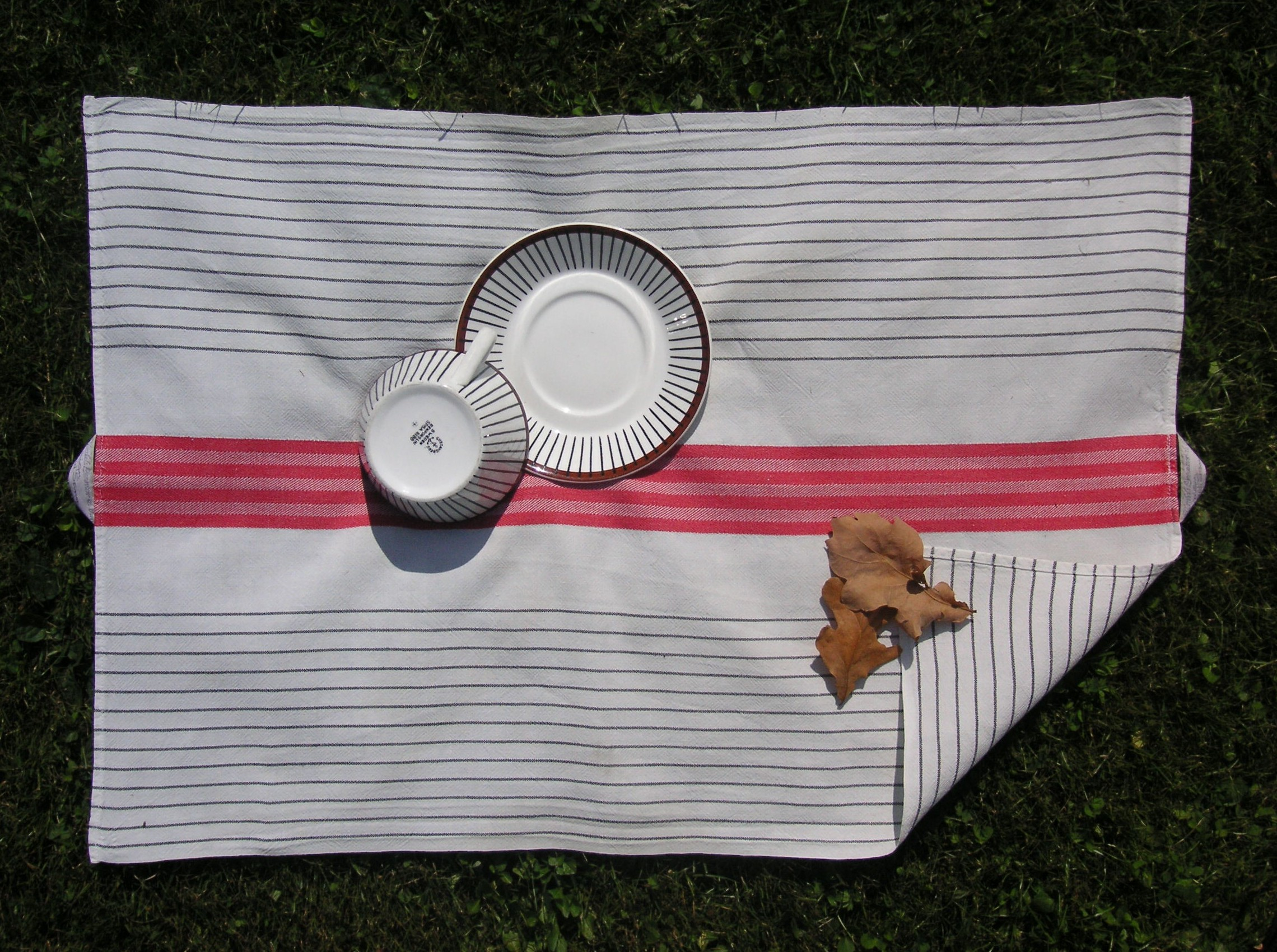
Porselein en textiel
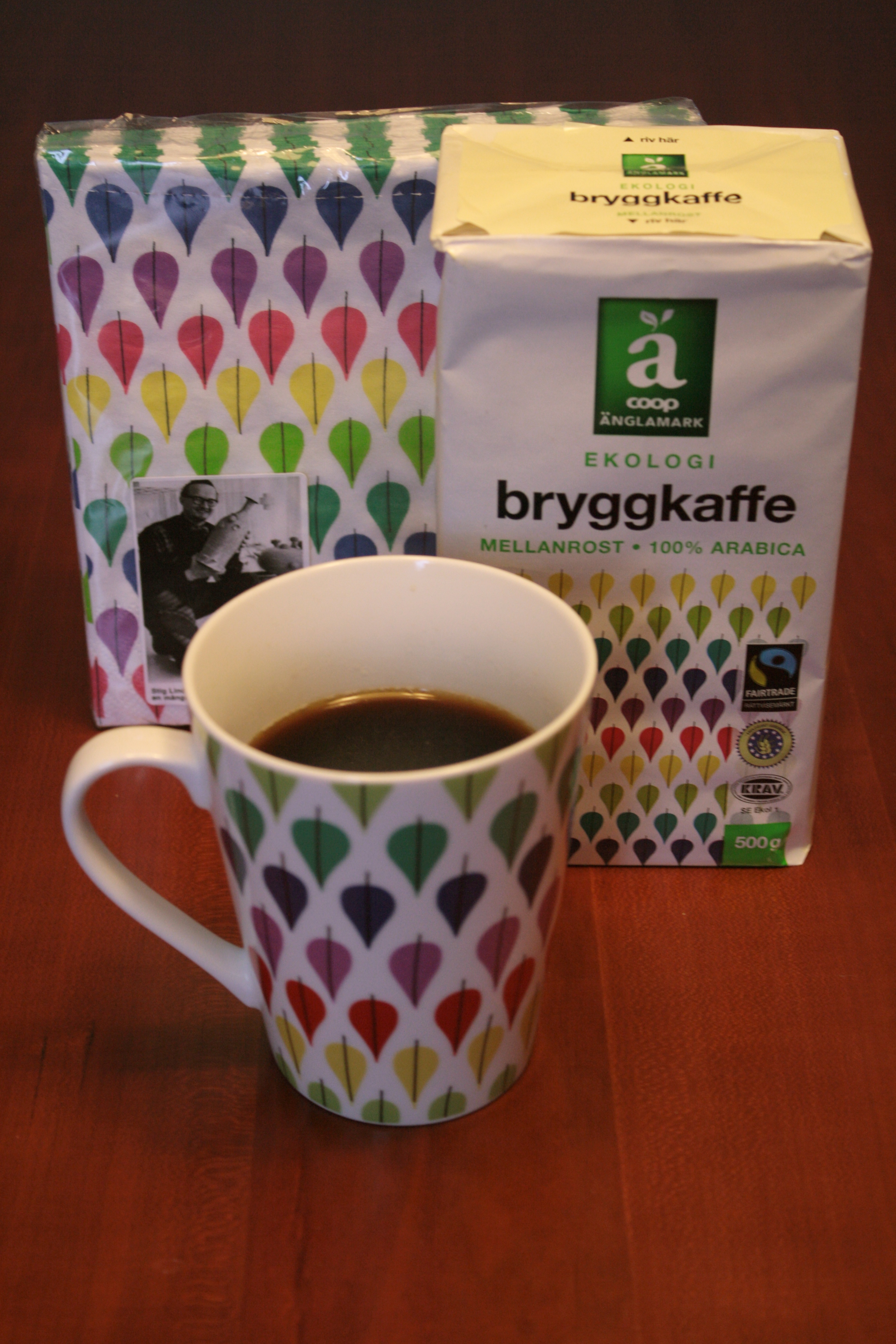
110 jaar Lindberg
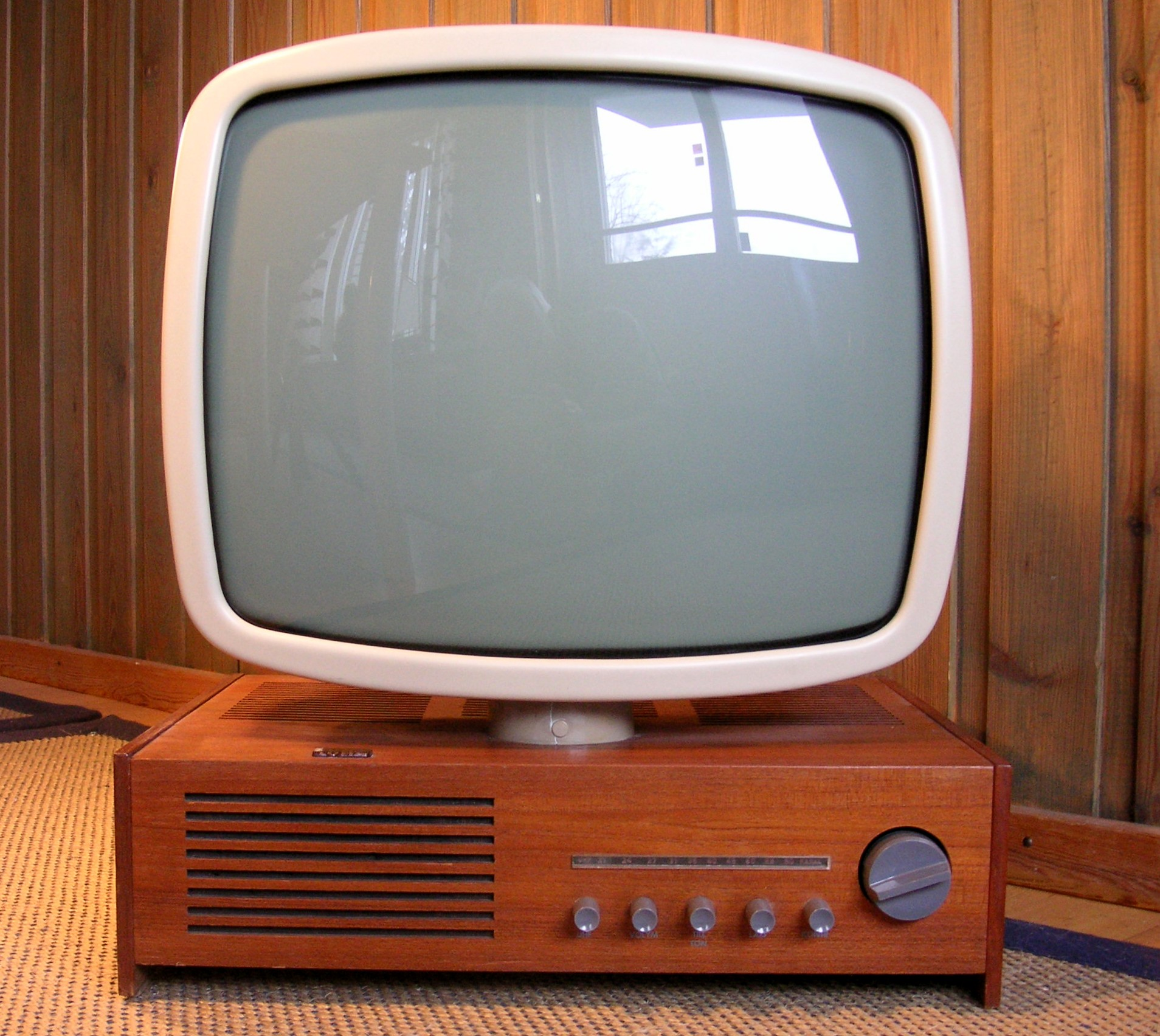
Lumavision
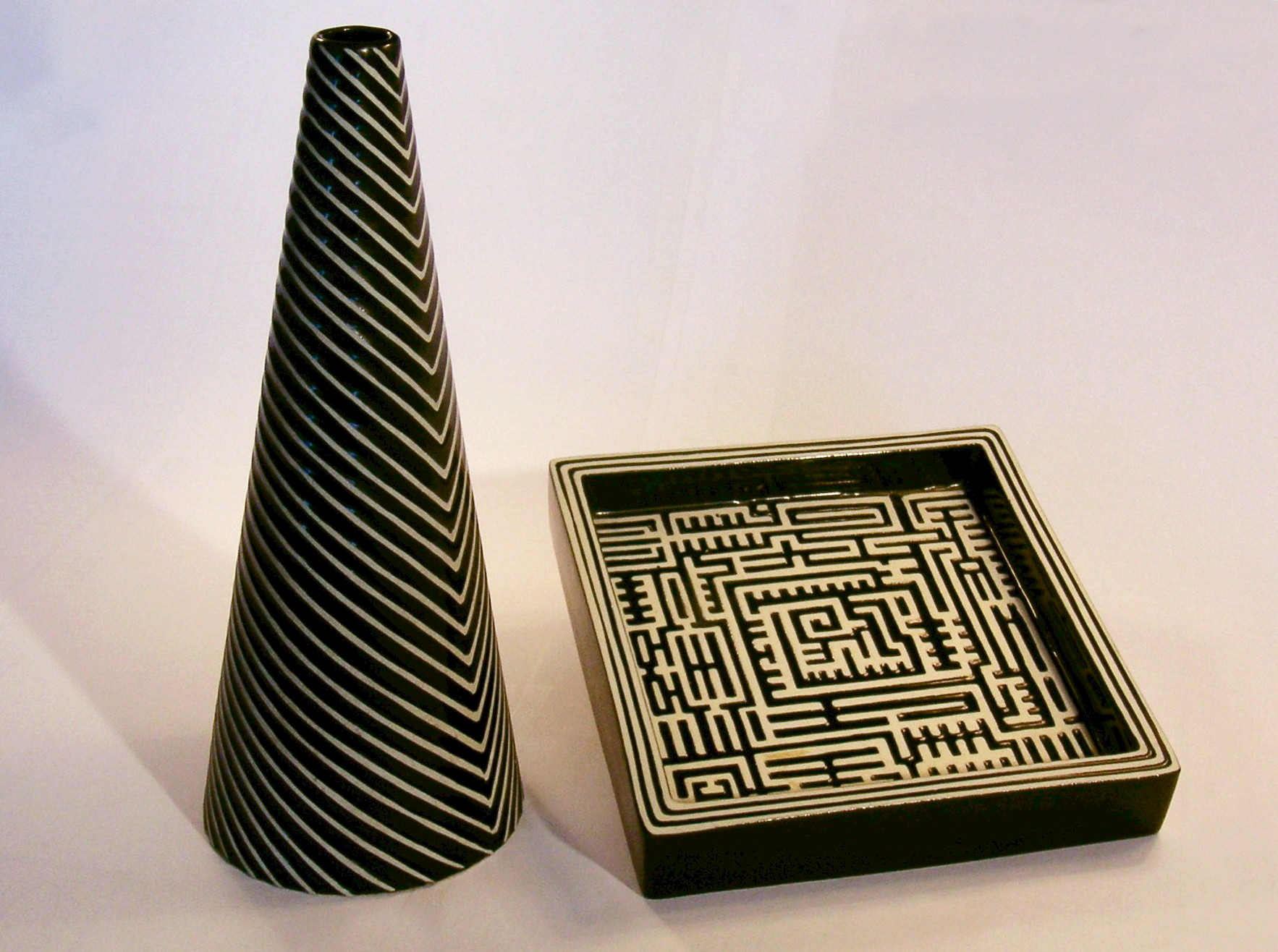
Asbak "Domino"
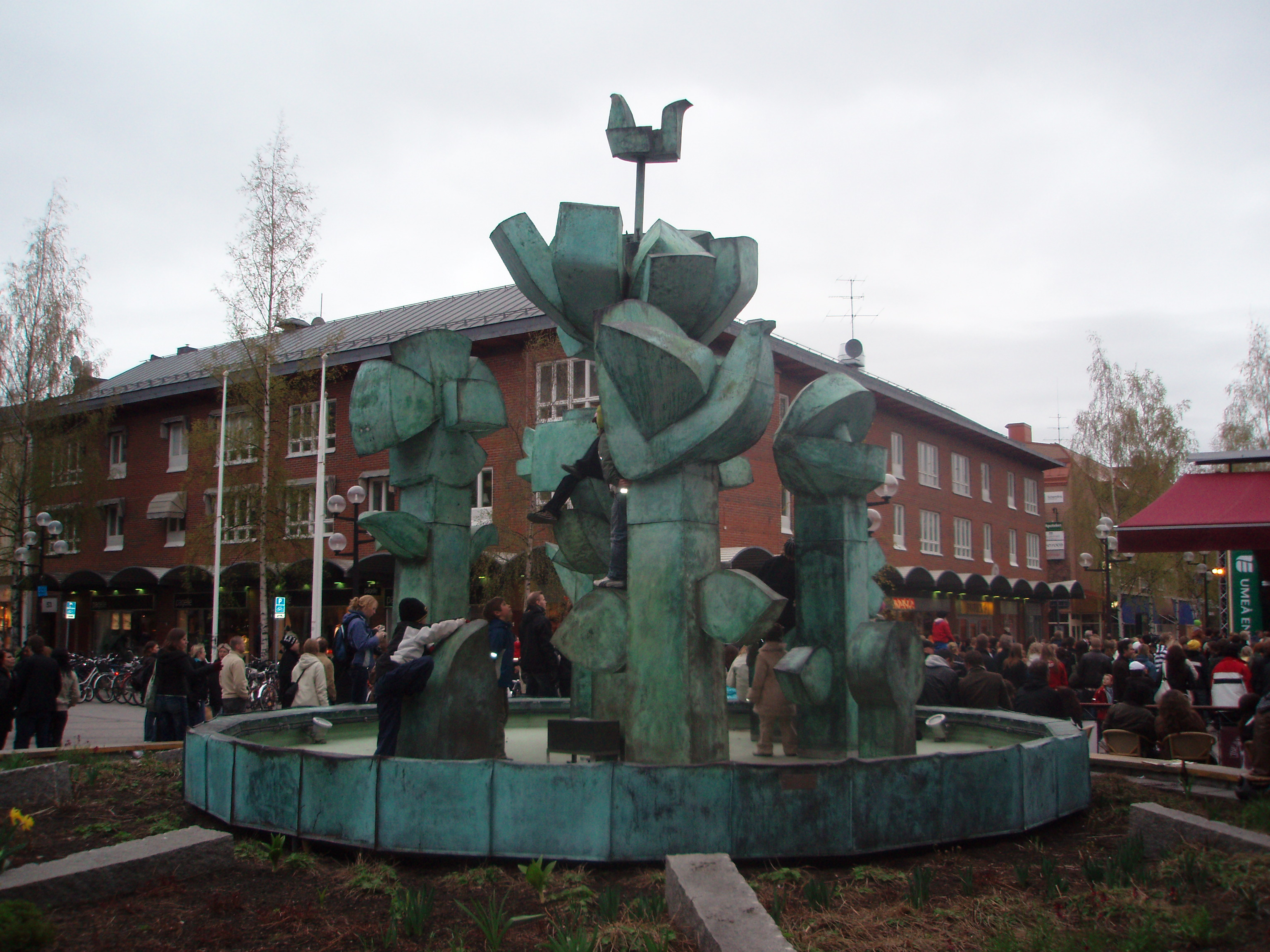
Koperen fontein in Umeå